# La Chaux-de-Fonds
La Chaux-de-Fonds är en stad och kommun i kantonen Neuchâtel, Schweiz. Kommunen har 37 233 invånare (2023).
Det är den tredje största fransktalande staden i landet och den största staden i de fransk-schweiziska Jurabergen. Staden är känd för sina urmakerier.

## Geografi och klimat
La Chaux-de-Fonds ligger 992 m ö.h. i en bred dalgång i Jurabergen, nära gränsen till Frankrike. Klimatet är kallt: Under tiden 1961–1990 var medeltemperaturen i januari –2.2 °C, i juli 14.2 °C, vilket i Sverige närmast motsvaras av mätstationer i Hallands inland, som Fagered. Årsnederbörden var 1422 mm. 

## Historia
Dalen där staden ligger, lydde på medeltiden under Valangin och befolkades under 1300-talet genom inflyttning från Val-de-Ruz. År 1350 omnämns La Chaz de Fonz. Namnet kan ha att göra med betesmarker där kalksten går i dagen. 
En första kyrka invigdes 1528 på uppdrag av biskopen i Lausanne, kort därefter blev trakten reformert. Först 1656 fick orten kommunalrättigheter och egen domstol (Mairie). Huvudnäringen var då fortfarande boskapsskötsel. 
På 1700-talet tillkom bisysslorna spetsknyppling och urmakeri. 1750 bodde 2363 personer i kommunen. Efter en brand 1794 nybyggdes stadskärnans kyrka och rådhus. 
I början av 1800-talet blev urmakerinäringen dominerande. 1850 arbetade 4000 av de 12 638 invånarna inom urmakeriet. De som flyttade till staden var under 1800-talet ofta tysktalande schweizare men också judar från Alsace. Senare kom många byggarbetare från Italien. 
Urmakerikrisen (kvartskrisen) under 1970-talet ledde till en befolkningsminskning som ännu inte helt inhämtats.

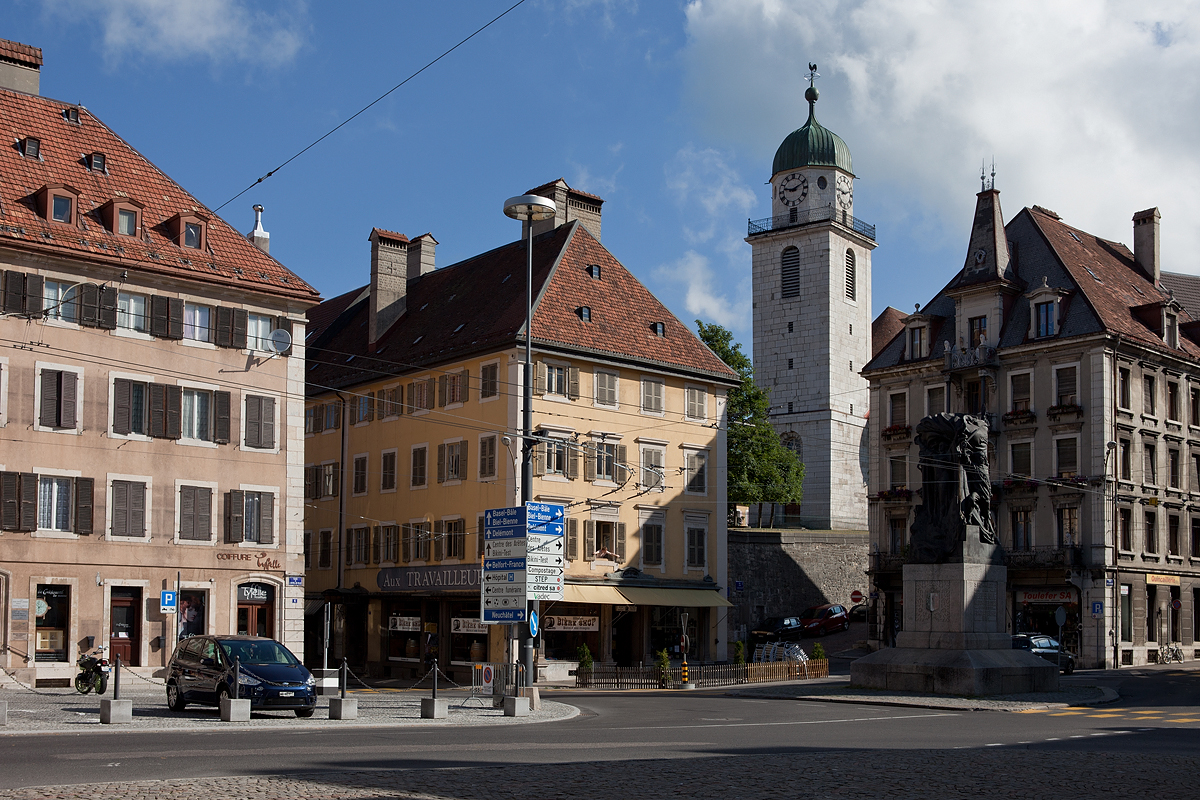
Place de l'Hotel de Ville och Grand Temple

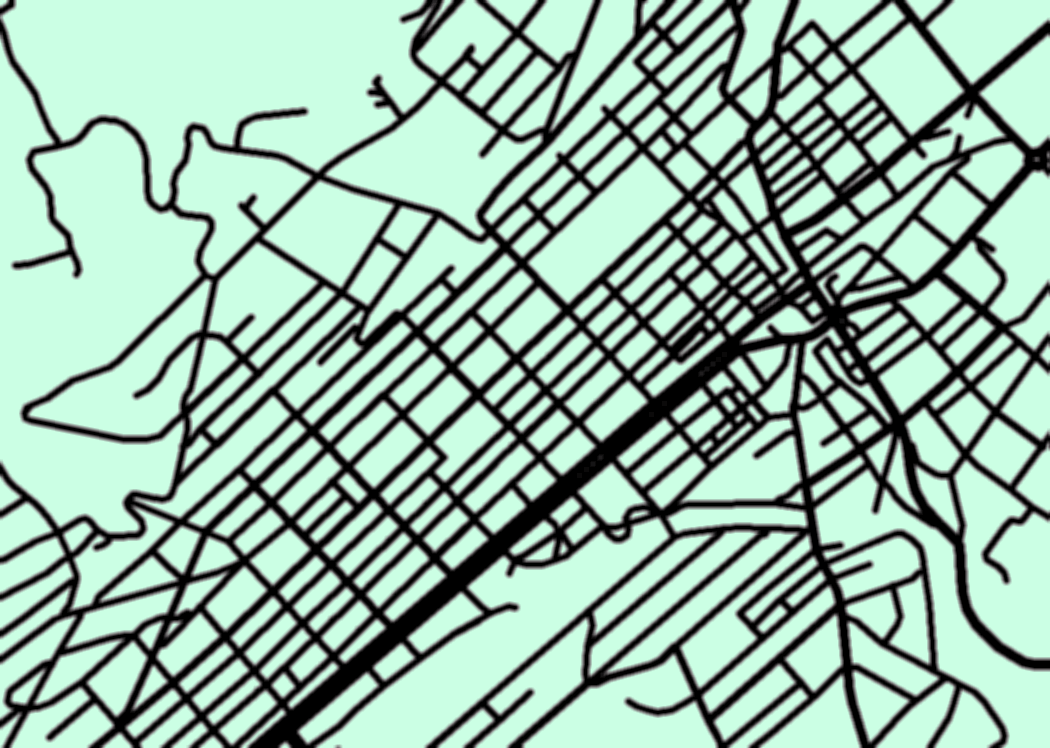
Stadsplan

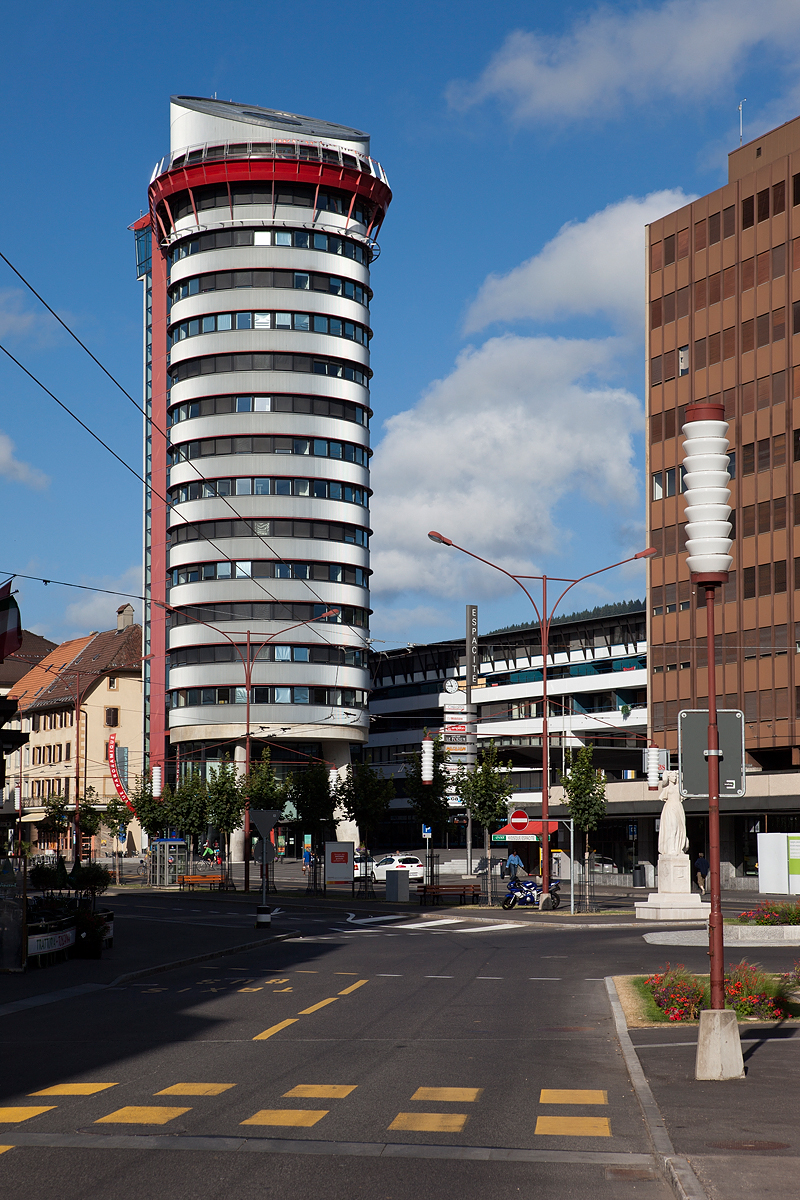
Espacité, Stadsförvaltningen

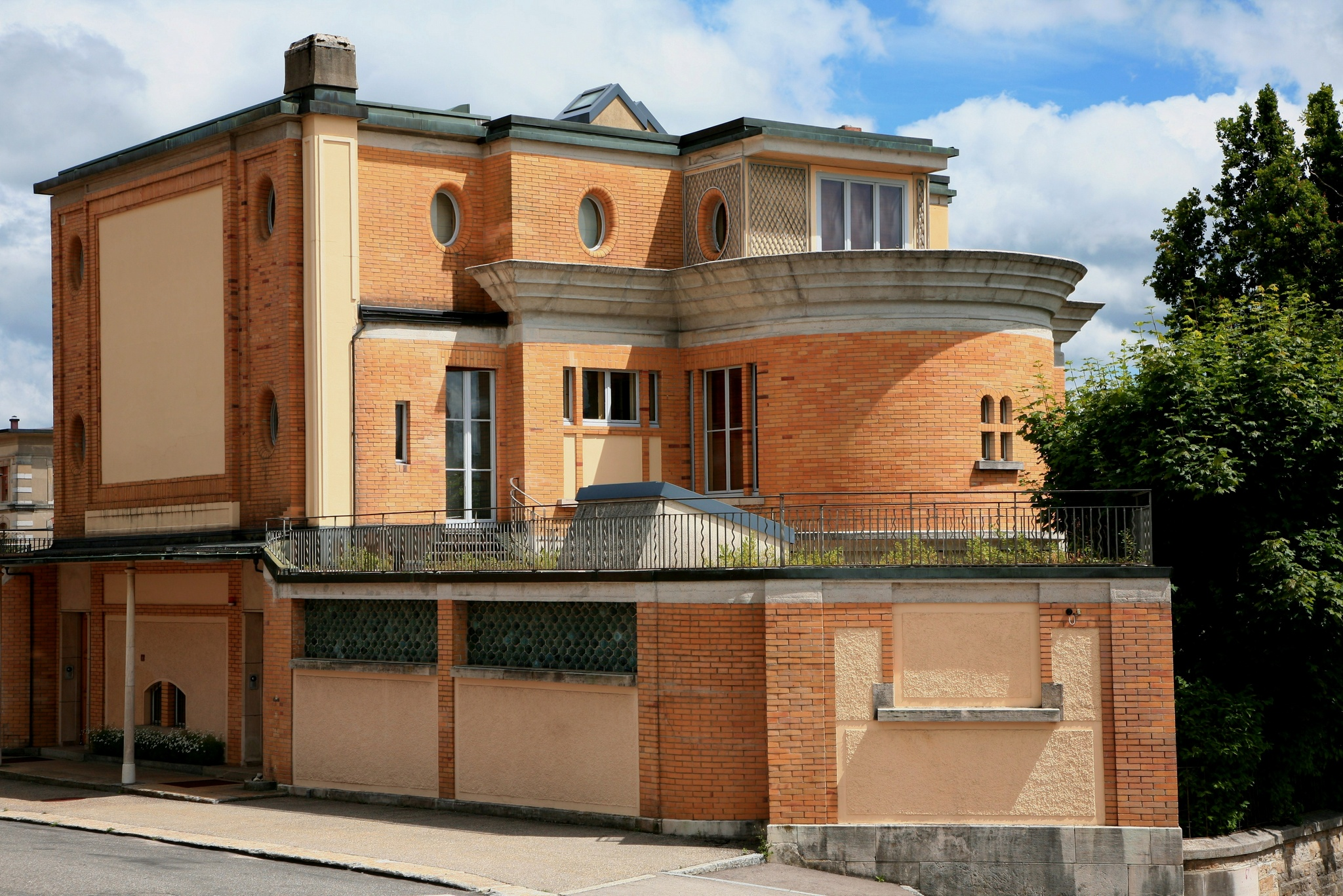
Villa Turque, ritad av Le Corbusier

## Stadsbild
Stadens äldsta del ligger runt den ovala kyrkan Grand Temple och rådhuset Hotel de Ville, som båda byggdes runt år 1800. 
Åren 1835 till 1841 utvidgades staden enligt en rutnätsplan av arkitekten Charles-Henri Junod. Den breda Avenue Léopold Robert i dalens längdriktning utgör den centrala axeln.
Stadsförvaltningens 60 meter höga kontorshus Espacité från 1992/94 har en offentlig utsiktsterrass på 14:e våningen.

## Näringar
La Chaux-de-Fonds är fortfarande ett urindustriellt centrum. Arbetsplatserna ligger till 44% inom tillverkningssektorn (i hela Schweiz är genomsnittet 25%). Tre leverantörer av mekaniska urverk: Sellina, Technotime och La-Joux Perret, har sina huvudkontor i staden. I högprissegmentet återfinns märken som Cartier, Corum, Chanel, Girard-Perregaux, Breitling och Tag Heuer. 

Även företag inom medicinsk teknik har etablerats.

## Sevärdheter
- På grund av sin industriellt orienterade plan står staden, tillsammans med grannstaden Le Locle, sedan 2009 på Unescos världsarvslista.[7]
- Urmuseet Musée International d'Horlogerie visar tidmätningens och urmakeriets historia, inklusive elektroniska ur. Byggnaden från tidigt 1970-tal är delvis underjordisk.[8]
- Två byggnader som ritats av Le Corbusier är Maison Blanche (1912) och Villa Turque (1916)[9]

## Kommunikationer
Den kantonala motorvägen H20 förbinder Neuchâtel, La Chaux-de-Fonds och Le Locle. Andra större vägar går till Biel och Delémont.
  
Järnvägen har huvudlinjer till Biel, Neuchâtel och Le Locle.

Flygplatsen vid Les Eplatures (ICAO: LSGC) används av affärs- och privatflyg.

## Personer
Några kända personer som fötts i La Chaux-de-Fonds:
- Blaise Cendrars (1887-1961), författare
- Louis Chevrolet (1878-1941), racerförare och grundare till bilmärket Chevrolet
- Le Corbusier (1887-1965), arkitekt och formgivare
- Pierre Jaquet-Droz (1721-1790) och Henri-Louis Jaquet-Droz (1752-1791), urmakare och android-tillverkare
- Louis Léopold Robert (1794-1835), gravör och målare